# Антонова, Александра Гурьевна
Александра Гурьевна Антонова — советский хозяйственный, государственный и политический деятель, Герой Социалистического Труда.

## Биография
Родилась 11 апреля 1909 года в селе Гродеково района имени Лазо Хабаровского края (ранее — Иманского уезда Приморской области), в семье крестьянина — одного из основателей села.
С 1921 года — на хозяйственной, общественной и политической работе.
Получив начальное образование, с 1921 года трудилась в сельском хозяйстве. С организацией в селе колхоза, Антоновы одними из первых вступили в него. Позже Александра Гурьевна возглавляла овощеводческое звено в колхозе «Первое Мая» Веринского района (с 1935 года — район имени Лазо), которое собирало наибольшие в колхозе урожаи помидоров, огурцов и капусты.
После окончания Великой Отечественной войны её звено стало выращивать сою и по итогам работы в 1948 году получило урожай сои 26,6 центнера с гектара на площади 7,2 гектара.
Указом Президиума Верховного совета СССР от 12 сентября 1949 года, за получение высокого урожая сои в 1948 году Антоновой Александре Гурьевне присвоено звание Героя Социалистического Труда с вручением ордена Ленина (№ 107642) и золотой медали «Серп и Молот» (медаль № 4680).
Позже работала заместителем председателя колхоза до выхода на пенсию в 1960 году.
Избиралась депутатом Верховного совета РСФСР 2-го и 3-го созывов (1947—1955).
Почетный гражданин района имени Лазо Хабаровского края.
В 2012 году на фасаде здания Дома Культуры с. Гродеково в память о ней установлена мемориальная доска.
Ветеран труда, почётный гражданин района имени Лазо.
Умерла в 2001 году.